# Stojan-Zaimovo
Stojan-Zaimovo (Bulgaars: Стоян-Заимово) is een dorp in Bulgarije. Het dorp is gelegen in de gemeente Tsjirpan, oblast Stara Zagora. Het dorp ligt 24 km ten zuidwesten van Stara Zagora en 170 kilometer ten zuidoosten van Sofia. 

## Bevolking
Op 31 december 2020 telde het dorp Stojan-Zaimovo 80 inwoners. Het aantal inwoners vertoonde echter tientallen jaren een dalende trend: in 1934 woonden er nog 717 mensen in het dorp.
| Bevolkingsontwikkeling tussen 1934 en 2020          |
| --------------------------------------------------- |
|                                                     |
| Bron: Nationaal Statistisch Instituut van Bulgarije |

In het dorp wonen nagenoeg uitsluitend  etnische Bulgaren. In de optionele volkstelling van 2011 identificeerden 74 van de 75 respondenten zichzelf als etnische Bulgaren, oftewel 98,7% van de ondervraagden.
| Etnische samenstelling van de respondenten (2011) | Etnische samenstelling van de respondenten (2011) | Etnische samenstelling van de respondenten (2011) | Etnische samenstelling van de respondenten (2011) | Etnische samenstelling van de respondenten (2011) |
| ------------------------------------------------- | ------------------------------------------------- | ------------------------------------------------- | ------------------------------------------------- | ------------------------------------------------- |
|                                                   |                                                   |                                                   |                                                   |                                                   |
| Bulgaren                                          | Bulgaren                                          |                                                   | 98,7%                                             | 98,7%                                             |
| Turken                                            | Turken                                            |                                                   | 0,0%                                              | 0,0%                                              |
| Roma                                              | Roma                                              |                                                   | 0,0%                                              | 0,0%                                              |
| Anders/Onbekend                                   | Anders/Onbekend                                   |                                                   | 1,3%                                              | 1,3%                                              |